# Muri (Luunja)
Muri is een plaats in de Estlandse gemeente Luunja, provincie Tartumaa. De plaats heeft de status van dorp (Estisch: küla) en telt 50 inwoners (2021).
De plaats ligt ca. 6 km ten oosten van de provinciehoofdstad Tartu.

## Geschiedenis
Muri kreeg in 1970 de status van dorp. Het is genoemd naar een boerderij in de omgeving. In 1977 werd het buurdorp Tilga bij Muri gevoegd.